# Середні Карамали
Середні Карамали́ (рос. Средние Карамалы, башк. Урта Ҡарамалы) — село у складі Єрмекеєвського району Башкортостану, Росія. Адміністративний центр Середньокарамалинської сільської ради.
Населення — 403 особи (2010; 397 в 2002).
Національний склад:
- чуваші — 68 %